# بيكم كتك
بيكُم كُتُك يشار أوغلي (بالتركية: Begüm Kütük Yaşaroğlu )‏ هي ممثلة وعارضة أزياء تُركية ولدت في يوم 27 أغسطس 1980 في ناحية قوناق بمدينة إزمير. مثلت في عدة مسلسلات منها مسلسل بائعة الورد ومسلسل لعبة القدر.

## روابط خارجية
- بيكم كتك على موقع IMDb (الإنجليزية)
- بيكم كتك على موقع ألو سيني (الفرنسية)
- بيكم كتك على موقع قاعدة بيانات الفيلم (الإنجليزية)
- بيكم كتك على موقع كينوبويسك (الروسية)